# Frankfurtské párky
Frankfurtské párky (německy Frankfurter Würstchen, krátce Frankfurter) jsou masným výrobkem, který je prakticky „praotcem“ párků.

## Historie
Jejich historie sahá až do roku 1487, kdy se prodávaly v německém městě Frankfurtu nad Mohanem. Podle prvního závazného receptu na frankfurtské párky z roku 1749 se k jejich výrobě používalo libové maso z boků tzv. brato. Při korunovaci císaře Maxmiliána II. se tyto párky objevily v oficiálním menu na korunovační hostině. Během 19. století se výroba těchto párků rozšířila a zdokonalila. Prostřednictvím řezníků se dostávala i dále do světa, takže rakouský řezník Johan Georg Lahner, který se vrátil z Frankfurtu do Vídně, založil výrobu těchto párků, kterým se začalo říkat Vídeňské párky. Odtud se jejich výroba rozšířila i do českých zemí, kde se staly pochoutkovým výrobkem. Jejich kvalita se v Česku držela až do počátku 90. let 20. století. Zrušení norem jakosti potravin v roce 1993 uvolnilo sice výrobcům ruce, ale vedlo k destabilizaci jakosti masných výrobků, tedy i frankfurtských párků.

## Charakteristika
Originální frankfurtské párky se vyrábějí z hovězího, vepřového, případně i telecího masa, přičemž každý si svůj recept chrání. Výrazným kořením tohoto výrobku je muškátový květ, muškátový oříšek a bílý pepř.[zdroj⁠?!]
Před konzumací se párky ve vodě nevaří, protože by se jejich střívko roztrhlo, ale pouze se v ní asi osm minut ohřívají. Tradičně jsou konzumovány s hořčicí nebo křenem a chlebem nebo bramborovým salátem.
V Česku je kvalita těchto párků na nižší úrovni. Lze koupit frankfurtské párky, které obsahují 85-90 % masa, ale existují i výrobky, kde podíl masa je minimální.